# Guido van Rossum
Guido van Rossum (Amsterdam, 31 gennaio 1956) è un informatico olandese, creatore del linguaggio di programmazione Python.
Nella comunità di Python ha tenuto la posizione di "benevolo dittatore a vita" (Benevolent Dictator for Life) fino al 12 luglio 2018. Rimase membro del Python Steering Council nel corso del 2019, e si ritirò dalle candidature per le elezioni del 2020.

## Biografia
Van Rossum è nato e cresciuto nei Paesi Bassi, dove si è laureato in matematica e informatica nel 1982. In seguito ha lavorato per molti istituti di ricerca, come il National Research Institute for Mathematics and Computer Science (CWI) e il National Institute of Standards and Technology (NIST). Ha collaborato allo sviluppo del linguaggio di programmazione ABC, che ha molto influito nello sviluppo di Python.
Nel 1996, quando l'origine di Python era vicina, Guido Van Rossum scrisse:
Più tardi, nel 2000 scrisse ancora: 

### Programmazione per tutti
Nel 1999, Van Rossum presentò una proposta al DARPA chiamata Computer programming for everybody (programmazione per tutti), in cui definì i suoi obiettivi per Python:
- un linguaggio semplice, intuitivo e potente quanto i suoi maggiori avversari;
- codice sorgente aperto, in modo che ognuno avesse potuto partecipare al suo sviluppo;
- un codice facilmente comprensibile, come l'inglese parlato;
- ottimo per i compiti di tutti i giorni, poiché in grado di consentire tempi di sviluppo brevi.

Molti di questi punti sono stati già realizzati. Python è cresciuto, diventando un linguaggio popolare, particolarmente nell'ambiente di Internet.

### Riconoscimenti e lavoro
Van Rossum nel 2001 ha vinto il premio "per l'avanzamento del software libero" dalla Free Software Foundation (FSF) alla conferenza FOSDEM a Bruxelles, in Belgio; nel dicembre 2005 venne assunto da Google, utilizzando Python per riscrivere alcune componenti interne come la revisione del codice sorgente.
Nel dicembre 2012, Guido van Rossum è stato assunto da Dropbox, servizio di archiviazione di file su cloud, sviluppato in gran parte con Python.
A novembre del 2020, torna a lavorare dopo la pensione, unendosi alla Developer Division di Microsoft.